# Nowe Bystre
Nowe Bystre – wieś podhalańska w Polsce położona w województwie małopolskim, w powiecie tatrzańskim, w gminie Poronin.
Po reformie administracyjnej w 1973 roku, Nowe Bystre wyjątkowo często zmieniało przynależność gminną. 1 stycznia 1973 weszło w skład gminy Ratułów 15 stycznia 1976 weszło w skład gminy Czarny Dunajec. 1 lipca 1977 włączono je do nowo utworzonej gminy Tatrzańskiej, a po jej zniesieniu 30 grudnia 1994 – do reaktywowanej gminy Poronin.
W latach 1975–1998 Nowe Bystre administracyjnie należało do województwa nowosądeckiego.

## Położenie
Nowe Bystre położone jest w odległości 2 km od górnej stacji kolejki na Gubałówkę, u podnóża jej północnego stoku, w kotlinie potoku Bystry.
Na szczytach zachodniego stoku znajdują się należące do Nowego Bystrego przysiółki: Słodyczki, Kule i Dutkówka. Od strony wschodniej Nowe Bystre sąsiaduje z najwyżej usytuowaną wsią w Polsce: Ząb. Po drugiej stronie zachodniego grzbietu znajduje się wieś Dzianisz. Północną granicę miejscowość dzieli z Ratułowem.

## Części wsi
| SIMC    | Nazwa     | Rodzaj     |
| ------- | --------- | ---------- |
| 0468743 | Brylówka  | część wsi  |
| 0468795 | Dudkówka  | przysiółek |
| 0468789 | Kule      | przysiółek |
| 1053398 | Łacki     | część wsi  |
| 1053406 | Maciużnia | część wsi  |
| 0468766 | Noski     | część wsi  |
| 0468803 | Słodyczki | przysiółek |
| 1053458 | Staszle   | część wsi  |
| 0468772 | Tylki     | część wsi  |

## Opis miejscowości
Pierwsze zapisy o wsi Nowe Bystre pochodzą z 1692 r. jednak osada na tym terenie istniała niewątpliwie już wcześniej.Teren ten stanowił część Rogoźnika nazwanego potem Stare Bystre. Osada z czasem wyodrębniła się i dla odróżnienia otrzymała nazwę „Nowe” Bystre. W 1877 roku nowobystrzanie zbudowali istniejący do dziś kościół św. Jana Chrzciciela. W latach 2000–2007 licząca 130 lat drewniana konstrukcja kościoła przechodzi gruntowny remont. Od roku 1865 istnieje szkoła powszechna uruchomiona przy wsparciu finansowym cesarza Franciszka Józefa I.
W Nowem Bystrem działa też Ochotnicza Straż Pożarna, Związek Podhalan oraz klub sportowy LZS „Bystry”.

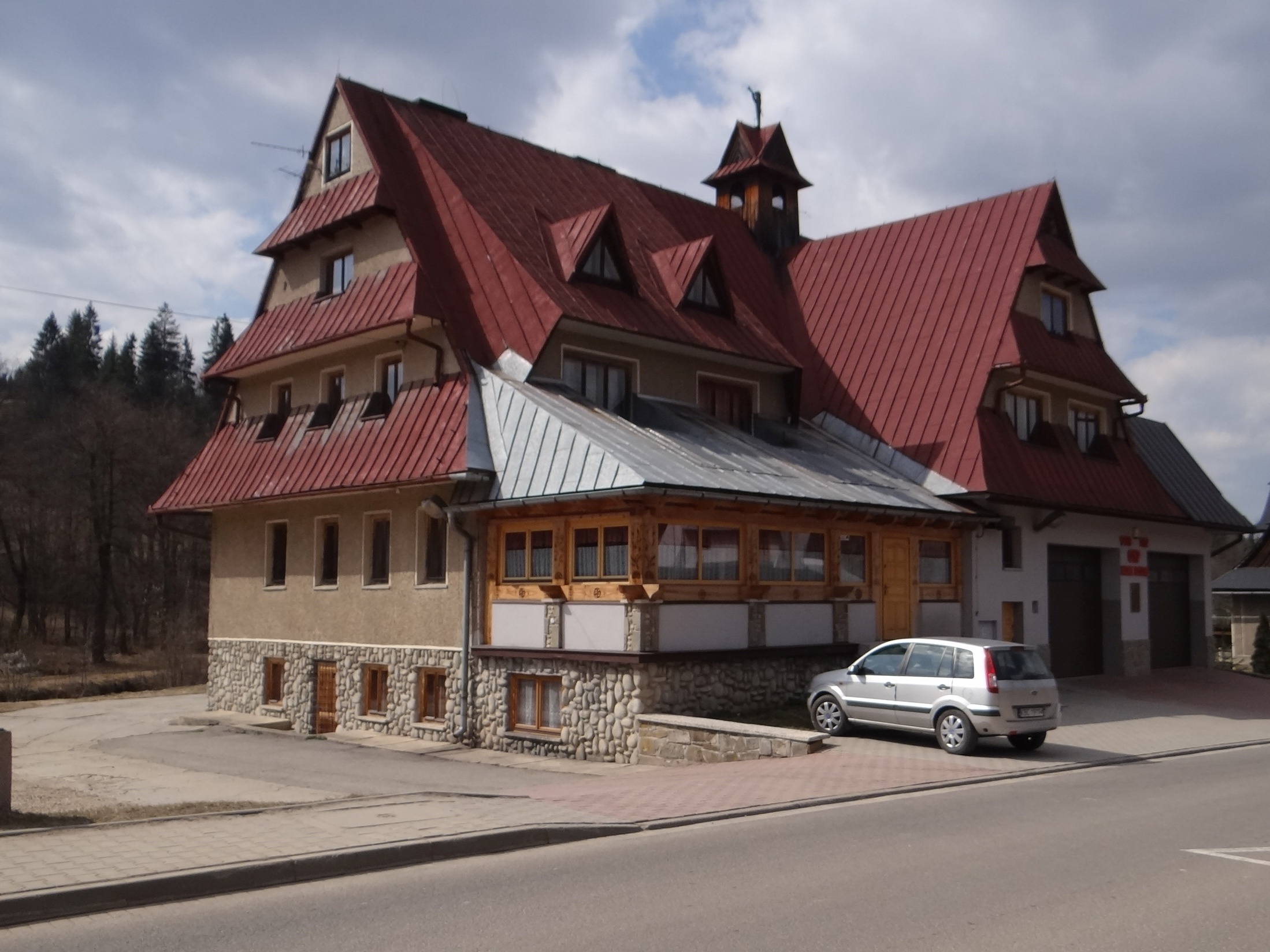
Remiza OSP
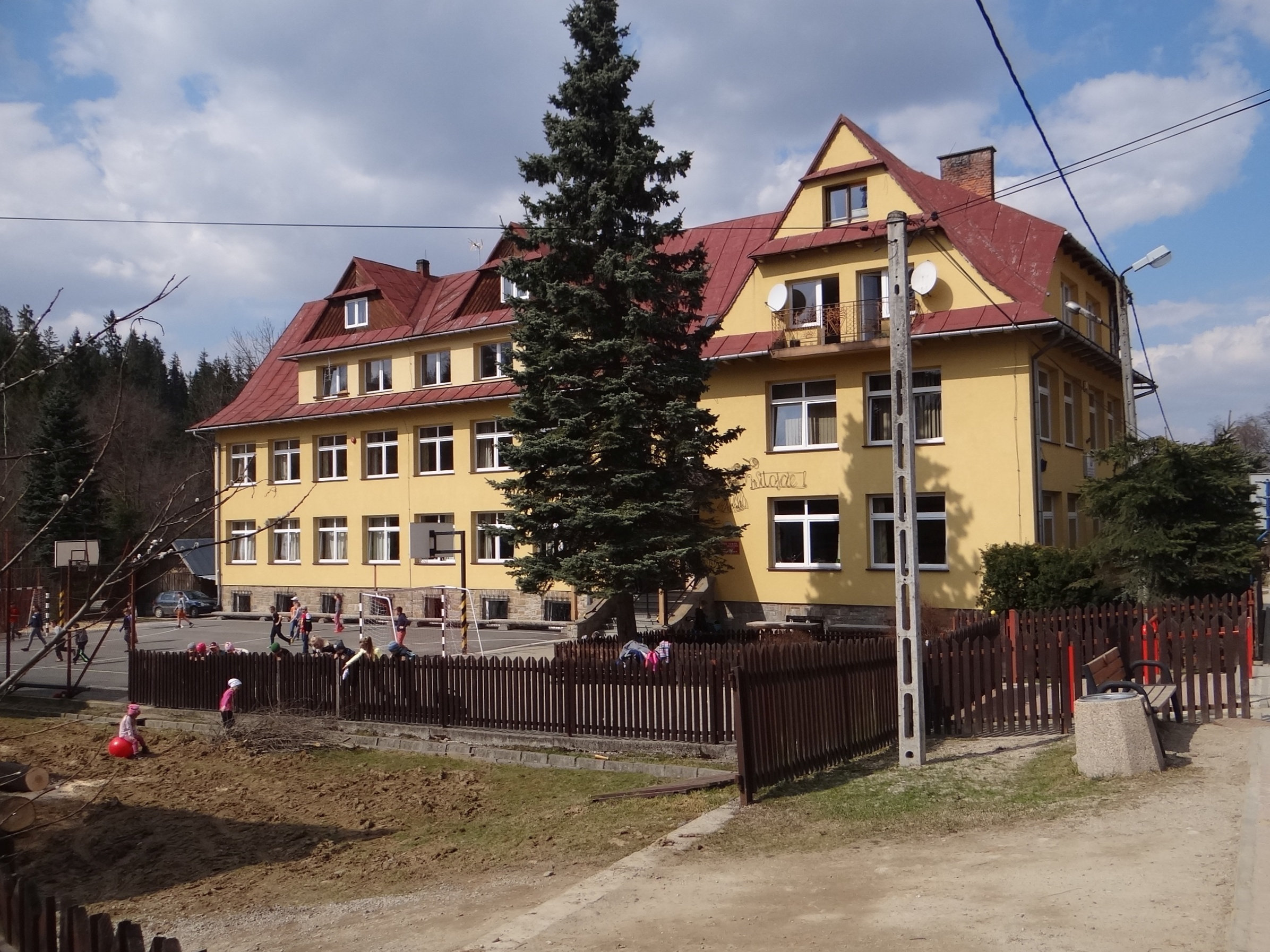
Szkoła
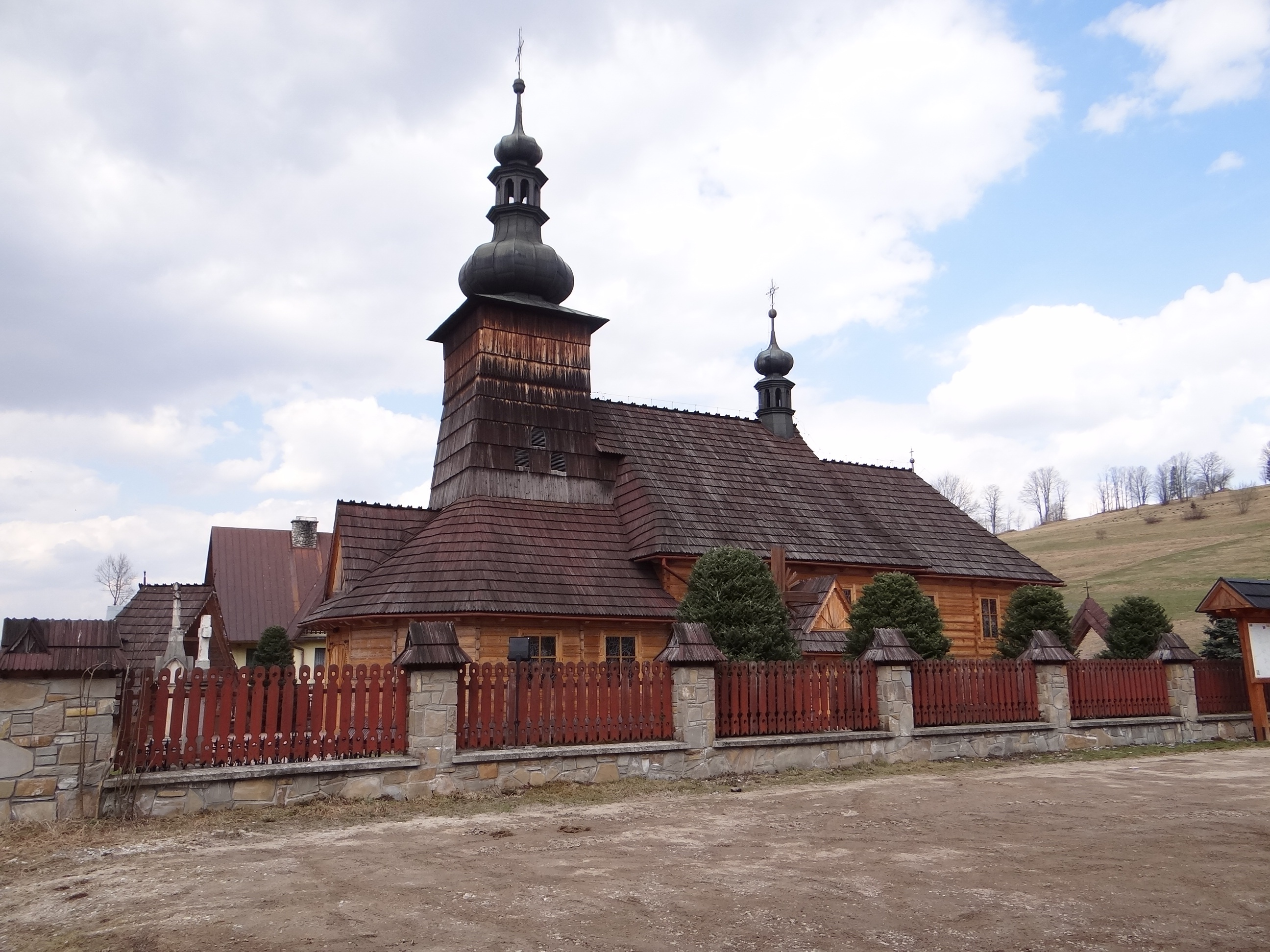
Kościół parafialny